# Paraluteres
Paraluteres is een geslacht van straalvinnige vissen uit de familie van vijlvissen (Monacanthidae). Het geslacht is voor het eerst wetenschappelijk beschreven in 1866 door Bleeker.

## Soorten
- Paraluteres arqat Clark & Gohar, 1953
- Paraluteres prionurus (Bleeker, 1851) – Zwartzadelvijlvis